# Случаят „Фрицл“
Случаят „Фрицл“ става извествен през 2008 г., когато жена на име Елизабет Фрицл (родена на 6 април 1966 г.) казва на полицията в град Амщетен, Долна Австрия, че е държана в плен в продължение на 24 години от баща си Йозеф Фрицл (роден на 9 април 1935 г.). Йозеф Фрицл упражнява физическо насилие, сексуално малтретира и изнасилва дъщеря си многократно по време на нейното лишаване от свобода в скрито помещение в мазето на семейния дом зад осем дебели стоманени врати. Кръвосмешението довежда до раждането на 7 деца, 3 от които остават в плен с майка си; едно умира малко след раждането и е кремирано от Йозеф Фрицл в отоплителната инсталация на сградата, а останалите 3 са отгледани от него и съпругата му Розмари, за които се съобщава, че са заварени деца. Йозеф Фрицл е арестуван по подозрение в изнасилване, фалшиво лишаване от свобода, непредумишлено убийство по небрежност и кръвосмешение. През март 2009 г. той се признава за виновен по всички обвинения и е осъден на доживотен затвор.
На 25 януари 2024 г. Висшият окръжен съд одобрява преместването на Йозеф Фрицл в обикновен затвор на фона на съобщенията, че той страда от деменция. В рамките на една седмица прокурори подават жалба с искане да отменят решението пред по-горна инстанция. През май 2024 г. австрийски съд постановява, че вече 89-годишният мъж може да бъде прехвърлен от психиатричен затворнически корпус в обикновен затвор, а това позволява да се разгледа условното му освобождаване след една година.